# Ligne U5 du métro de Vienne
 (février 2023).
Si vous disposez d'ouvrages ou d'articles de référence ou si vous connaissez des sites web de qualité traitant du thème abordé ici, merci de compléter l'article en donnant les références utiles à sa vérifiabilité et en les liant à la section « Notes et références ».
La ligne de métro U5 est une ligne planifiée du Métro de Vienne. Elle sera constituée de la section sud de la ligne U2, qui en sera séparée pour être prolongée au Sud-Ouest. Les premiers plans du projet, en cours de réalisation, ont été publiés en 2014 et la mise en service de l'U5 entre les stations Frankhplatz et Karlsplatz est prévue pour 2025. L'itinéraire doit être prolongé de Frankhplatz à Elterleinplatz  d'ici 2027.  Sa couleur sera le turquoise.

## Histoire

### Plans précédents
En 1966/67, lorsque le réseau de base du métro (U-Bahn) de Vienne a été planifié, la désignation U5 a été donnée à une ligne de Hernals via le Schottenring et le Praterstern vers le stade et Stadlauer Brücke - un itinéraire dans une large mesure repris par le prolongement de la ligne U2 en 2008. Déjà au début des années 1970, cette planification a été abandonnée au profit de branches d'autres lignes sur la majorité de cet itinéraire (cependant, après l'expérience avec la ligne U2 / 4, qui n'a pas fonctionné dans la pratique, les branches de ligne ont été fondamentalement rejetées en 1981). En 1973, le code U5 a donc été attribué à une ligne entre Meidling Hauptstrasse, le Gürtel (boulevard de ceinture) sud et Schlachthausgasse, qui a été rapidement abandonnée, notamment parce qu'elle aurait été parallèle au tronçon central du S-Bahn sur une grande partie du parcours. Lorsque la ligne U6 a été mise en service en 1989, la désignation U5 représentait une lacune dans la numérotation des lignes de métro de Vienne. 

### Projet actuel
Le 27 juin 2014, les conseillers municipaux Renate Brauner et Maria Vassilakou ont présenté au public l'itinéraire désormais fixe de la ligne U5. Dans la première phase, l'U5 doit reprendre l'itinéraire existant Karlsplatz - Universitätsstraße à partir de la ligne U2, puis recevoir une nouvelle station Frankhplatz ; l'U2 se déplacera alors sur une nouvelle branche sud. Le 8 octobre 2018, la cérémonie d'inauguration du chantier du croisement des lignes U2 / U5 a eu lieu à Matzleinsdorfer Platz. L'ouverture de la ligne U5 est prévue pour 2025 et doit fonctionner pendant un certain temps avec la ligne U2 en dessous de la "Zweierlinie" (route contournant le centre historique).  Par la suite, la U5 doit être conduit de la Frankhplatz via Arne-Karlsson-Park, le plus grand nœud du réseau de tramway de Vienne à l'intersection de la Spitalgasse avec la Währinger Straße, et via Michelbeuern jusqu'à Elterleinplatz dans l'arrondissement de Hernals (lignes de tramway 9 et 43).  Dans une phase d'extension ultérieure, la ligne pourrait également être étendue à la gare de Hernals. 
Une éventuelle extension sud de la ligne U5 pourrait la conduire de Karlsplatz à Gudrunstraße. Cet itinéraire était déjà inclus dans le projet métro présenté en 2007, à l'époque pour la ligne U2, mais a été reporté au profit de l'intersection U2 / U5 décrite ci-dessus. 
La couleur d'identification turquoise de la ligne U5 a été confirmée lors d'un vote en ligne en août 2014.  
Le 2 juin 2015, Wiener Linien a annoncé que la ligne U5 allait devenir la première ligne de métro automatique de Vienne. Il devrait y avoir des portes palières entièrement automatiques dans chaque station.  Wiener Linien a également commandé de nouvelles rames (X-Wagen) qui peuvent être utilisés en conduite automatique sur l'U5 et en conduite manuelle sur les lignes U1, U2, U3 et U4. À l'issue de l'appel d'offres, le fabricant des nouveaux trains sera Siemens Autriche grâce à son usine de Simmering. Les bogies viennent de Graz. 
En novembre 2017, la ville de Vienne a annoncé que les travaux de construction au niveau de l'actuelle ligne U2 ne commenceraient pas avant 2019 et que la ligne nouvelle U5 ne serait probablement pas opérationnelle avant 2024. L'une des raisons de ce retard est, selon Wiener Linien, la présidence autrichienne du Conseil de l'UE en 2018, au cours de laquelle il y a eu un arrêt de chantier sur des voies de circulation importantes à Vienne. 
Le 9 novembre 2018, il a été annoncé que les contrats de construction pour le trajet de Rathaus à la future station U5 Frankhplatz et pour ceux de Matzleinsdorfer Platz à Neubaugasse seront à nouveau soumis à appel d'offres. En conséquence, un retard d'environ 12 mois est attendu.